# مسابقه آواز یوروویژن ۲۰۲۳
مسابقه آواز یوروویژن ۲۰۲۳ شصت و هفتمین دوره مسابقه آواز یوروویژن است. که در لیورپول برگزار شد. این مسابقه در ورزشگاه لیورپول آرنا برگزار شد و شامل دو نیمه نهایی در ۹ و ۱۱ می و یک فینال در ۱۳ می ۲۰۲۲ بود. بریتانیا، پس از اینکه اوکراین برنده مسابقه ۲۰۲۲ با آهنگ «استفانیا» از ارکستر کالوش، به دلیل نگرانی‌های امنیتی ناشی از حمله روسیه به اوکراین، نتوانست خواسته‌های میزبانی این رویداد را برآورده کند به عنوان میزبان انتخاب شد. این مسابقه که توسط اتحادیه پخش اروپا (EBU) و پخش کننده میزبان شرکت پخش بریتانیا بی‌بی‌سی برگزار شد، سه اجرا کننده آلیشا دیکسون خواننده بریتانیایی، هانا وادینگهام بازیگر بریتانیایی و جولیا سانینا خواننده اوکراینی بودند و گراهام نورتون مجری تلویزیون ایرلندی نیز به فینال پیوست.
سی و هفت کشور در این مسابقه شرکت کردند و بلغارستان، مونته‌نگرو و مقدونیه شمالی مشارکت خود را به‌طور عمده به دلیل تأثیر اقتصادی بحران جهانی انرژی ۲۰۲۱–۲۰۲۳ متوقف کرده‌اند. این اولین باری بود که همه کشورهای اسلاوی شرکت کننده به فینال راه یافتند.
در نهایت لورین، خواننده سوئدی مراکشی‌تبار با ترانه تتو برای دومین بار برنده مسابقه آواز یوروویژن شد

## مسابقه

### نیمه نهایی ۱
اولین نیمه نهایی در ۹ مه ۲۰۲۳ در ساعت ۲۰:۰۰ بی‌اس‌تی (۲۱:۰۰ سی‌ای‌اس‌تی‌) رتبه بندی شد. پانزده کشور در اولین نیمه نهایی شرکت کردند. این کشورها به اضافه فرانسه، آلمان و ایتالیا، و همچنین کشورهای غیرشرکت کننده با رای جمع آوری شده "بقیه جهان" در این نیمه نهایی رای دادند. کشورهای برجسته به فینال راه یافتند.
| R/O | کشور      | هنرمند                  | نام آهنگ                              | زبان(ها)                       | امتیاز | رتبه |
| --- | --------- | ----------------------- | ------------------------------------- | ------------------------------ | ------ | ---- |
| ۱   | نروژ      | الساندرا                | "Queen of Kings"                      | انگلیسی                        | ۱۰۲    | ۶    |
| ۲   | مالت      | د بوسکر                 | "Dance (Our Own Party)"               | انگلیسی                        | ۳      | ۱۵   |
| ۳   | صربستان   | لوک بلک                 | "Samo mi se spava" (Само ми се спава) | صربی، انگلیسی                  | ۳۷     | ۱۰   |
| ۴   | لتونی     | سادن لایتس              | "Aijā"                                | انگلیسی                        | ۳۴     | ۱۱   |
| ۵   | پرتغال    | میمیکت                  | "Ai coração"                          | پرتغالی                        | ۷۴     | ۹    |
| ۶   | ایرلند    | وایلد یوث               | "We Are One"                          | انگلیسی                        | ۱۰     | ۱۲   |
| ۷   | کرواسی    | لت ۳                    | "Mama ŠČ!"                            | کرواتی                         | ۷۶     | ۸    |
| ۸   | سوئیس     | ریمو فورر               | "Watergun"                            | انگلیسی                        | ۹۷     | ۷    |
| ۹   | اسرائیل   | نوآ کیرل                | "Unicorn"                             | انگلیسی                        | ۱۲۷    | ۳    |
| ۱۰  | مولدووا   | پاشا پارفنی             | "Soarele și luna"                     | رومانیایی                      | ۱۰۹    | ۵    |
| ۱۱  | سوئد      | لورین                   | "تتو"                                 | انگلیسی                        | ۱۳۵    | ۲    |
| ۱۲  | آذربایجان | تیورال‌تورانکس           | "Tell Me More"                        | انگلیسی                        | ۴      | ۱۴   |
| ۱۳  | چک        | وسنا                    | "My Sister's Crown"                   | انگلیسی، اوکراینی، چکی، بلغاری | ۱۱۰    | ۴    |
| ۱۴  | هلند      | میا نیکولای و دیون کوپر | "Burning Daylight"                    | انگلیسی                        | ۷      | ۱۳   |
| ۱۵  | فنلاند    | کاریا                   | "Cha Cha Cha"                         | فنلاندی                        | ۱۷۷    | ۱    |

### نیمه نهایی ۲
نیمه نهایی دوم در ۱۱ می ۲۰۲۳ در ساعت ۲۰:۰۰ بی‌اس‌تی (۲۱:۰۰ سی‌ای‌اس‌تی‌) رتبه بندی شد. شانزده کشور در نیمه نهایی دوم شرکت کردند. این کشورها به اضافه اسپانیا، اوکراین و بریتانیا، و همچنین کشورهای غیرشرکت کننده تحت رای جمع آوری شده "بقیه جهان" در این نیمه نهایی رای دادند. کشورهای برجسته به فینال راه یافتند.
| R/O | کشور       | هنرمند                      | نام آهنگ                 | زبان(ها)           | امتیاز | رتبه |
| --- | ---------- | --------------------------- | ------------------------ | ------------------ | ------ | ---- |
| ۱   | دانمارک    | ریلی                        | "Breaking My Heart"      | انگلیسی            | ۶      | ۱۴   |
| ۲   | ارمنستان   | بریونت                      | "Future Lover"           | انگلیسی، ارمنی     | ۹۹     | ۶    |
| ۳   | رومانی     | تئودور آندری                | "D.G.T. (Off and On)"    | رومانیایی، انگلیسی | ۰      | ۱۶   |
| ۴   | استونی     | آلیکا                       | "Bridges"                | انگلیسی            | ۷۴     | ۱۰   |
| ۵   | بلژیک      | گوستاف                      | "Because of You"         | انگلیسی            | ۹۰     | ۸    |
| ۶   | قبرس       | اندرو لامبرو                | "Break a Broken Heart"   | انگلیسی            | ۹۴     | ۷    |
| ۷   | ایسلند     | دیلیا                       | "Power"                  | انگلیسی            | ۴۴     | ۱۱   |
| ۸   | یونان      | ویکتور ورنیکوس              | "What They Say"          | انگلیسی            | ۱۴     | ۱۳   |
| ۹   | لهستان     | بلانکا                      | "Solo"                   | انگلیسی            | ۱۲۴    | ۳    |
| ۱۰  | اسلوونی    | جوکر اوت                    | "Carpe Diem"             | اسلوونیایی         | ۱۰۳    | ۵    |
| ۱۱  | گرجستان    | ایرو                        | "Echo"                   | انگلیسی            | ۳۳     | ۱۲   |
| ۱۲  | سان مارینو | پیکد جکس                    | "Like an Animal"         | انگلیسی            | ۰      | ۱۵   |
| ۱۳  | اتریش      | تیا و سالنا                 | "Who the Hell Is Edgar?" | انگلیسی            | ۱۳۷    | ۲    |
| ۱۴  | آلبانی     | آلبینا and Familja Kelmendi | "Duje"                   | آلبانیایی          | ۸۳     | ۹    |
| ۱۵  | لیتوانی    | مونیکا لینکته               | "Stay"                   | انگلیسی            | ۱۱۰    | ۴    |
| ۱۶  | استرالیا   | وویجر                       | "Promise"                | انگلیسی            | ۱۴۹    | ۱    |

### فینال
فینال در ۱۳ مه ۲۰۲۳ در ساعت ۲۰:۰۰ بی‌اس‌تی (۲۱:۰۰ سی‌ای‌اس‌تی‌) رتبه بندی شد. «بقیه جهان» به‌عنوان کشورهای غیرشرکت‌کننده تحت جمع‌آوری رأی آنلاین واجد شرایط رای دادن بودند.
| R/O | کشور     | هنرمند                      | نام آهنگ                              | زبان(ها)                       | امتیاز | رتبه |
| --- | -------- | --------------------------- | ------------------------------------- | ------------------------------ | ------ | ---- |
| ۱   | اتریش    | تیا و سالنا                 | "Who the Hell Is Edgar?"              | انگلیسی                        | ۱۲۰    | ۱۵   |
| ۲   | پرتغال   | میمیکت                      | "Ai coração"                          | پرتغالی                        | ۵۹     | ۲۳   |
| ۳   | سوئیس    | ریمو فورر                   | "Watergun"                            | انگلیسی                        | ۹۲     | ۲۰   |
| ۴   | لهستان   | بلانکا                      | "Solo"                                | انگلیسی                        | ۹۳     | ۱۹   |
| ۵   | صربستان  | لوک بلک                     | "Samo mi se spava" (Само ми се спава) | صربی، انگلیسی                  | ۳۰     | ۲۴   |
| ۶   | فرانسه   | لا زارا                     | "Évidemment"                          | فرانسوی                        | ۱۰۴    | ۱۶   |
| ۷   | قبرس     | اندرو لامبرو                | "Break a Broken Heart"                | انگلیسی                        | ۱۲۶    | ۱۲   |
| ۸   | اسپانیا  | بلانکا پالوما               | "Eaea"                                | اسپانیایی                      | ۱۰۰    | ۱۷   |
| ۹   | سوئد     | لورین                       | "تتو"                                 | انگلیسی                        | ۵۸۳    | ۱    |
| ۱۰  | آلبانی   | آلبینا and Familja Kelmendi | "Duje"                                | آلبانیایی                      | ۷۶     | ۲۲   |
| ۱۱  | ایتالیا  | مارکو منگونی                | "Due vite"                            | ایتالیایی                      | ۳۵۰    | ۴    |
| ۱۲  | استونی   | آلیکا                       | "Bridges"                             | انگلیسی                        | ۱۶۸    | ۸    |
| ۱۳  | فنلاند   | کاریا                       | "Cha Cha Cha"                         | فنلاندی                        | ۵۲۶    | ۲    |
| ۱۴  | چک       | وسنا                        | "My Sister's Crown"                   | انگلیسی، اوکراینی، چکی، بلغاری | ۱۲۹    | ۱۰   |
| ۱۵  | استرالیا | وویجر                       | "Promise"                             | انگلیسی                        | ۱۵۱    | ۹    |
| ۱۶  | بلژیک    | گوستاف                      | "Because of You"                      | انگلیسی                        | ۱۸۲    | ۷    |
| ۱۷  | ارمنستان | بریونت                      | "Future Lover"                        | انگلیسی، ارمنی                 | ۱۲۲    | ۱۴   |
| ۱۸  | مولدووا  | پاشا پارفنی                 | "Soarele și luna"                     | رومانیایی                      | ۹۶     | ۱۸   |
| ۱۹  | اوکراین  | توورچی                      | "Heart of Steel"                      | انگلیسی، اوکراینی              | ۲۴۳    | ۶    |
| ۲۰  | نروژ     | الساندرا                    | "Queen of Kings"                      | انگلیسی                        | ۲۶۸    | ۵    |
| ۲۱  | آلمان    | لرد آف د لاست               | "Blood & Glitter"                     | انگلیسی                        | ۱۸     | ۲۶   |
| ۲۲  | لیتوانی  | مونیکا لینکته               | "Stay"                                | انگلیسی                        | ۱۲۷    | ۱۱   |
| ۲۳  | اسرائیل  | نوآ کیرل                    | "Unicorn"                             | انگلیسی                        | ۳۶۲    | ۳    |
| ۲۴  | اسلوونی  | جوکر اوت                    | "Carpe Diem"                          | اسلوونیایی                     | ۷۸     | ۲۱   |
| ۲۵  | کرواسی   | لت ۳                        | "Mama ŠČ!"                            | کروات                          | ۱۲۳    | ۱۳   |
| ۲۶  | بریتانیا | می مولر                     | "I Wrote a Song"                      | انگلیسی                        | ۲۴     | ۲۵   |